# Institutos de estudios locales en España
Un instituto de estudios locales es un centro u organismo que promueve la investigación y divulgación de temas de interés local, siendo generalmente en España entidades de derecho público establecidas y sostenidas por las administraciones municipales, supramunicipales, provinciales o autonómicas.